# Bestiario di Aberdeen
Il Bestiario di Aberdeen è un manoscritto miniato inglese del XII secolo, custodito nella Biblioteca dell'Università di Aberdeen, dove è inventariato come MS 24. Il bestiario medievale è stato catalogato per la prima volta nel 1542, nell'inventario della Old Royal Library del Palazzo di Westminster.
Le informazioni sull'origine dell'opera, sugli autori e sui possessori sono indiziarie. La stessa data di nascita del manoscritto non è precisa e sicura, mentre si presume che sia stato posseduto da un ricco uomo di chiesa. Il bestiario di Aberdeen è affine ad altri bestiari medievali, specialmente il bestiario di Ashmole, MS Ashmole 1511 della Biblioteca Bodleiana dell'Università di Oxford.

## Struttura del bestiario

### Creazione

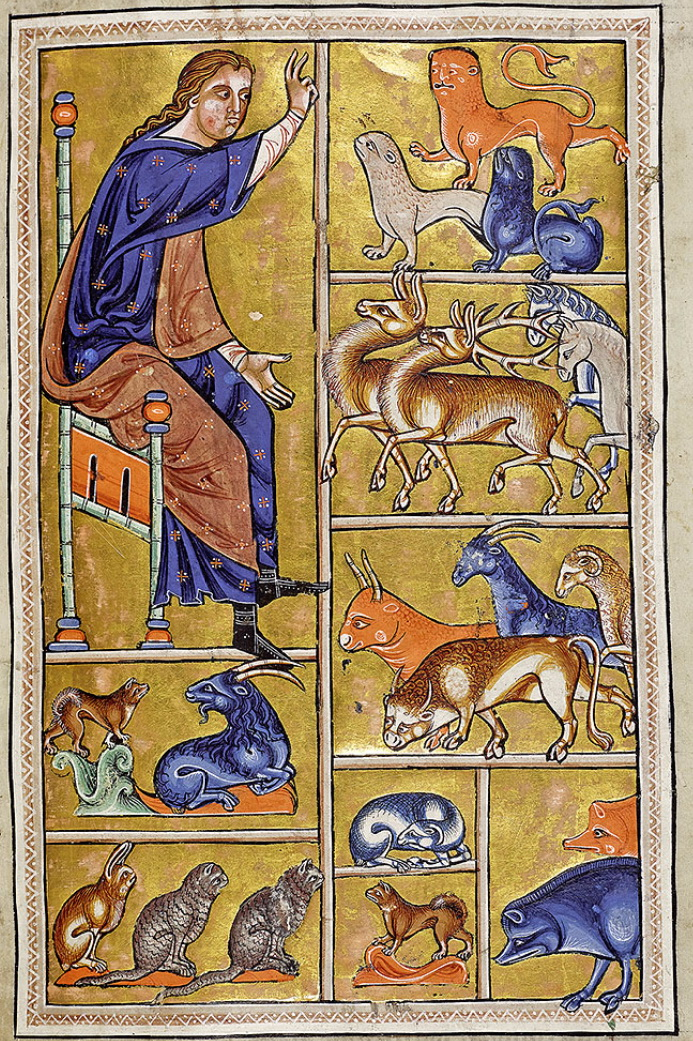
Folio 5 recto: Adamo dà nomi agli animali.

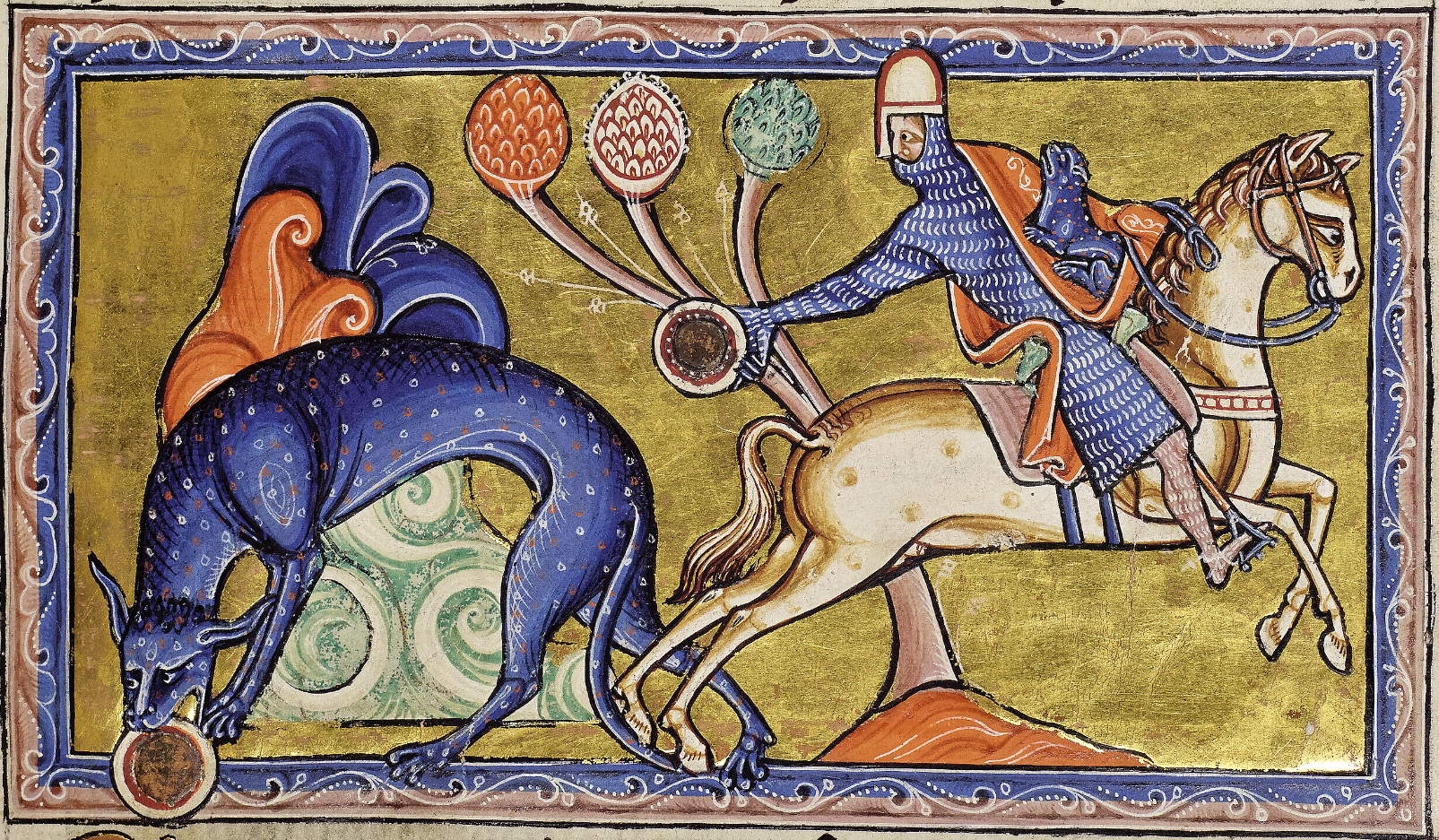
Folio 8 recto: Tigre (Tigris).

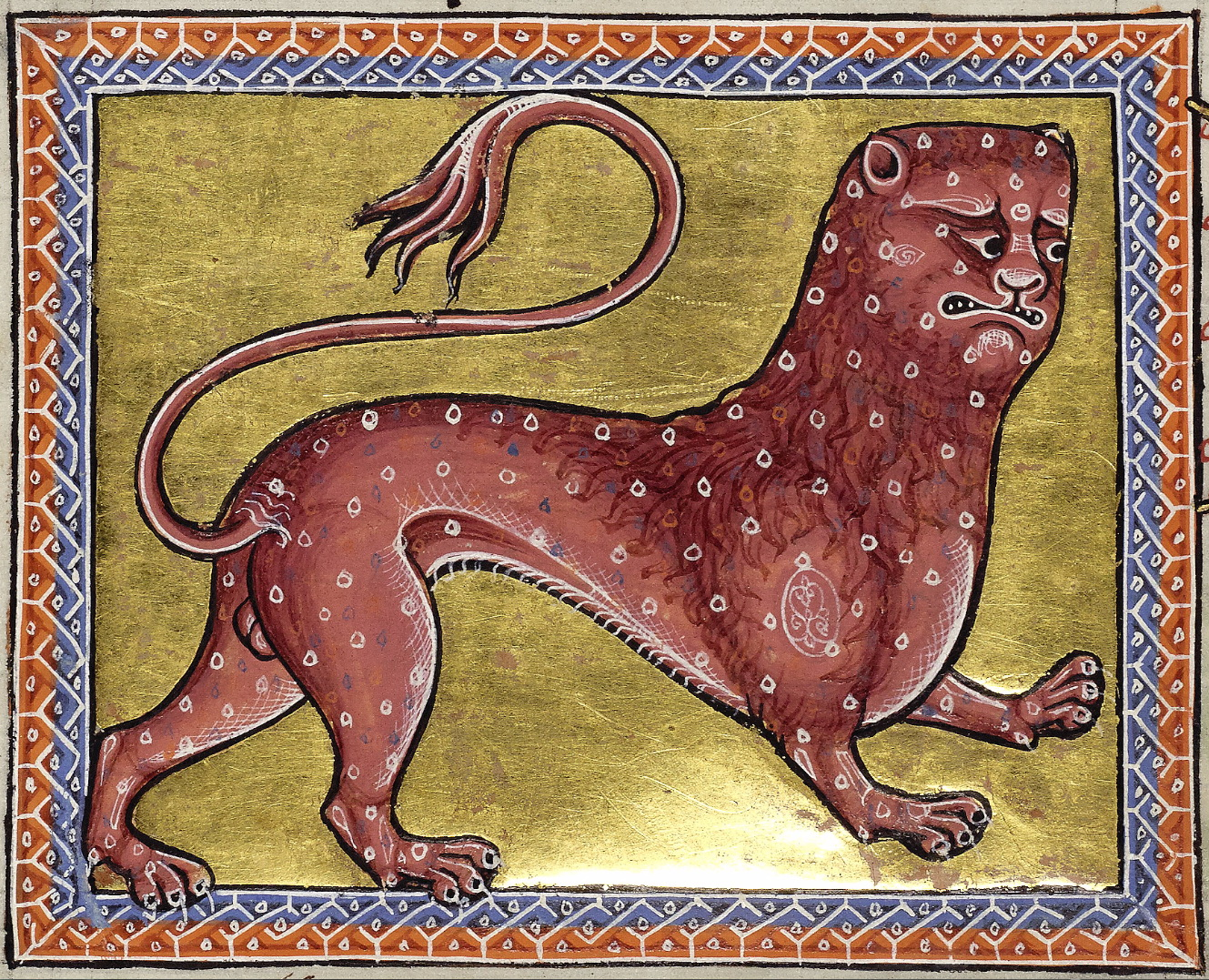
Folio 8 verso: Pardo (Pardus).

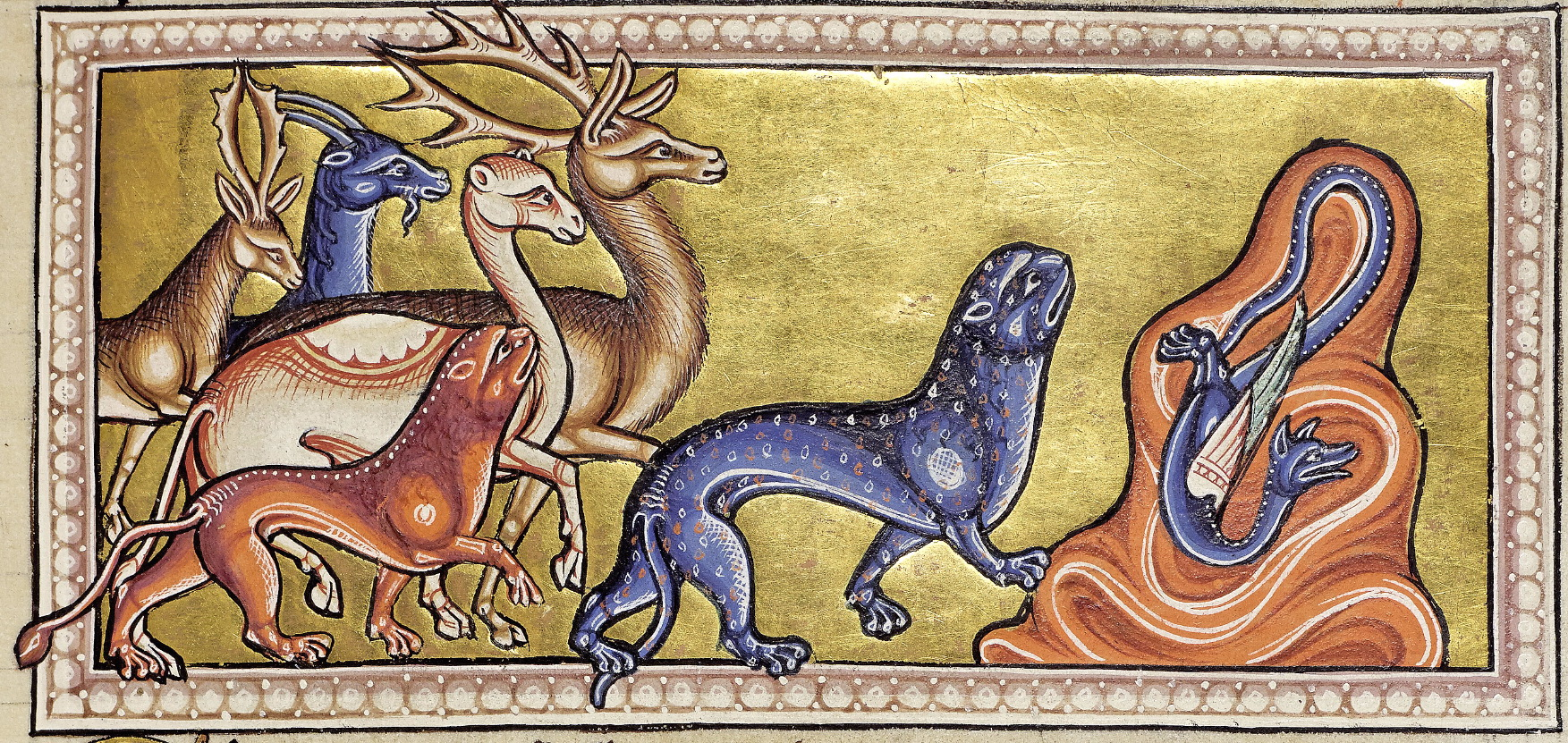
Folio 9 recto: Pantera (Panther).

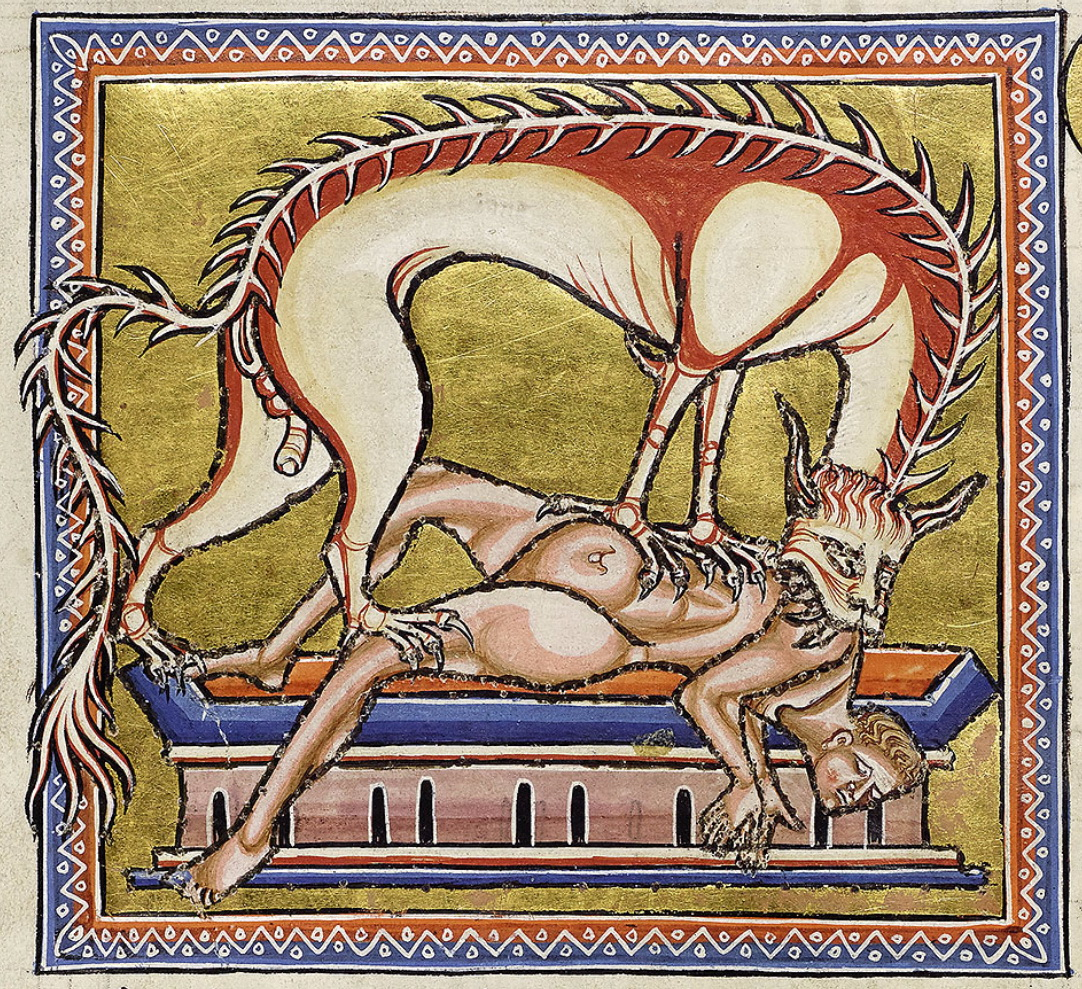
Folio 11 verso: Iena (Yena).

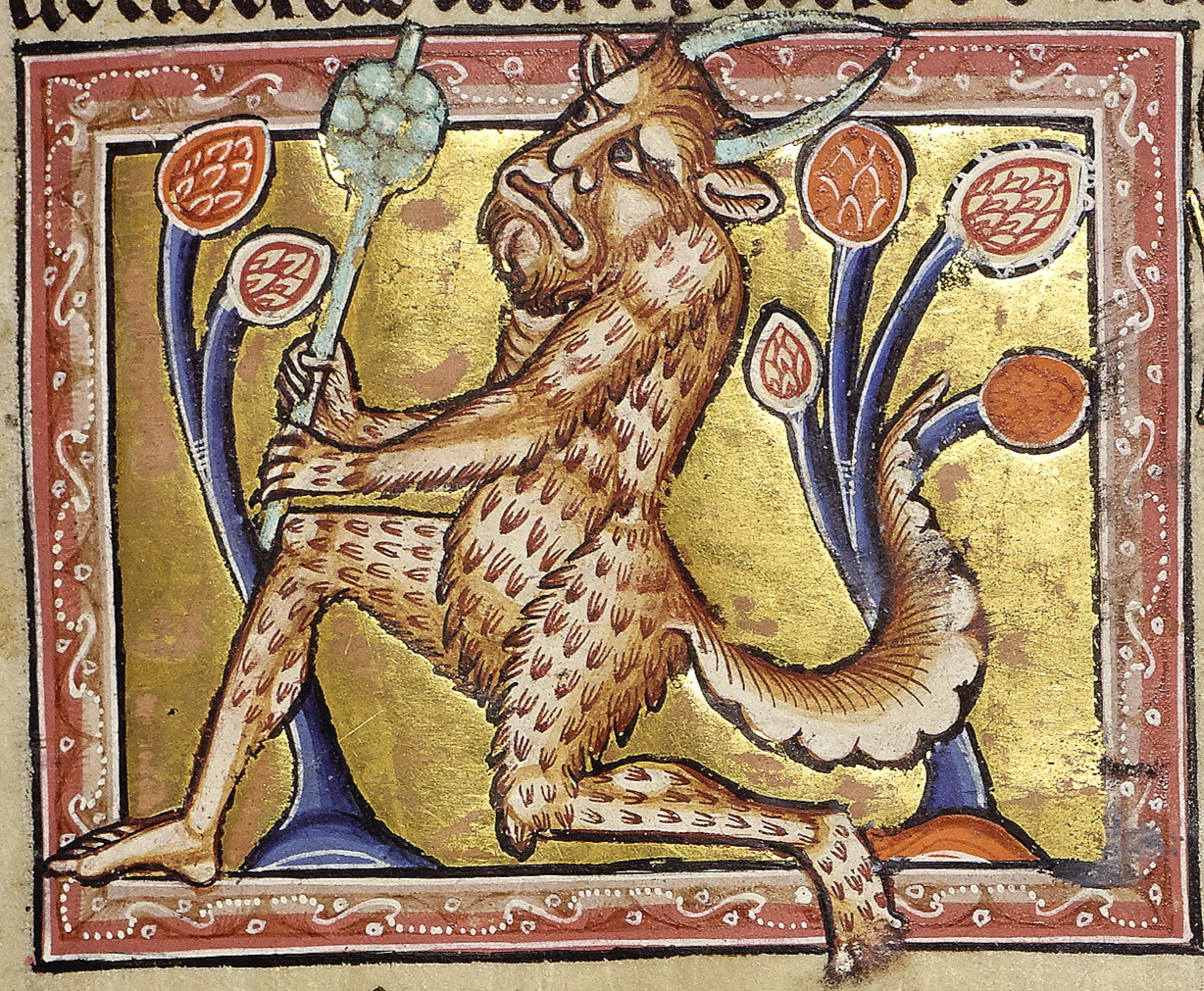
Folio 13 recto: Satiro (Satyrs).

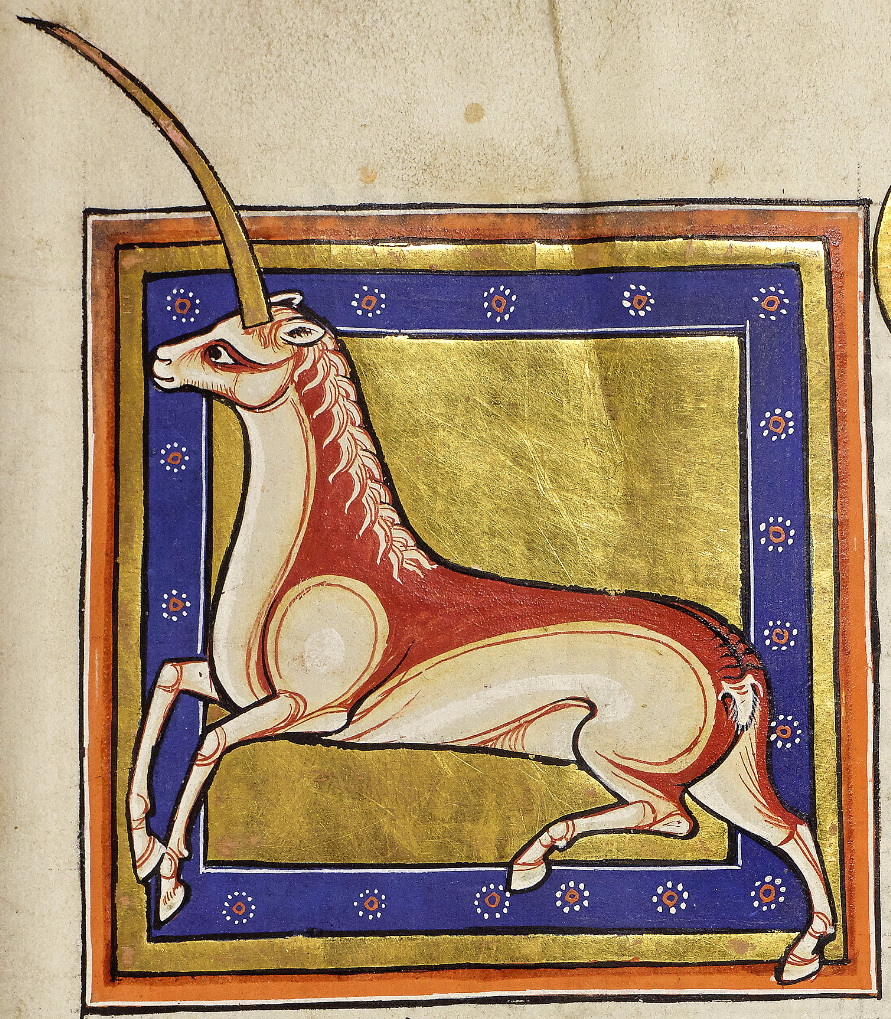
Folio 15 recto: Monocero (Monoceros).

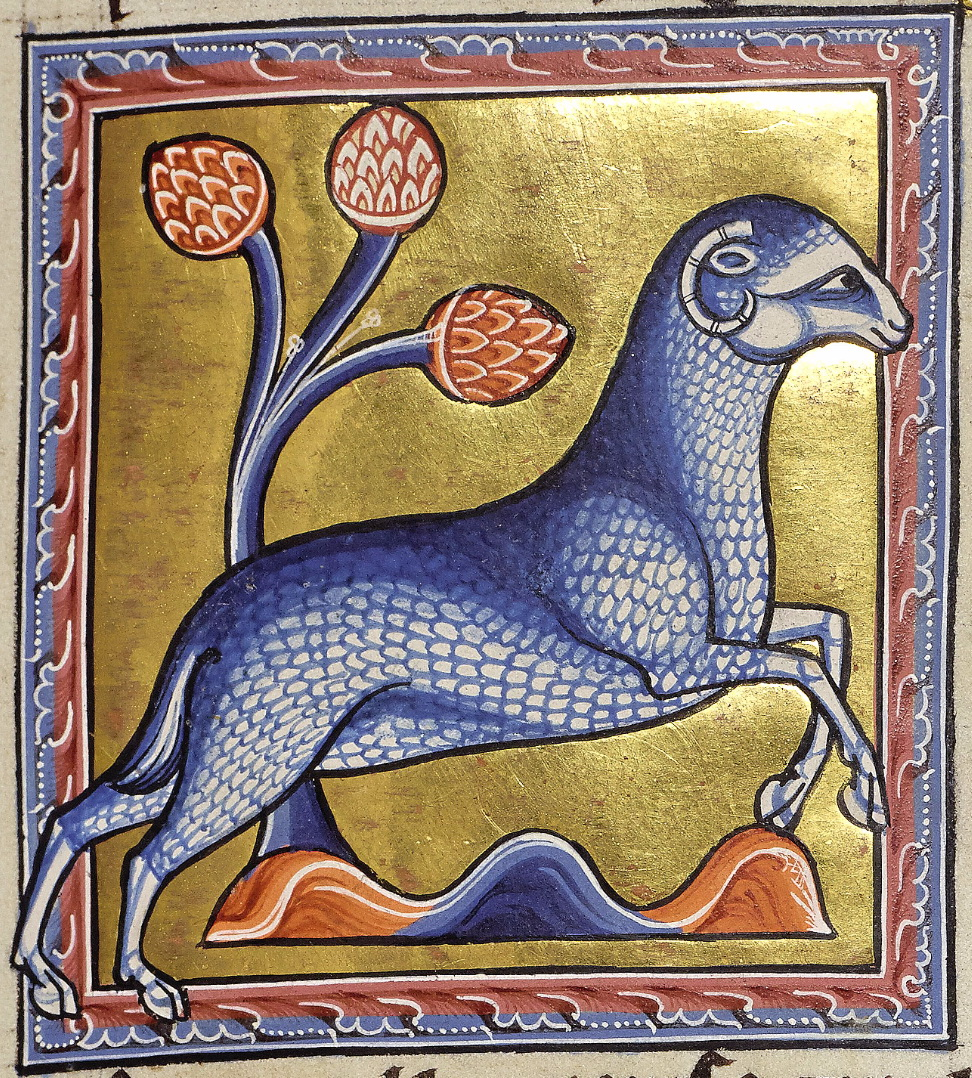
Folio 21 recto: Montone (Aries).

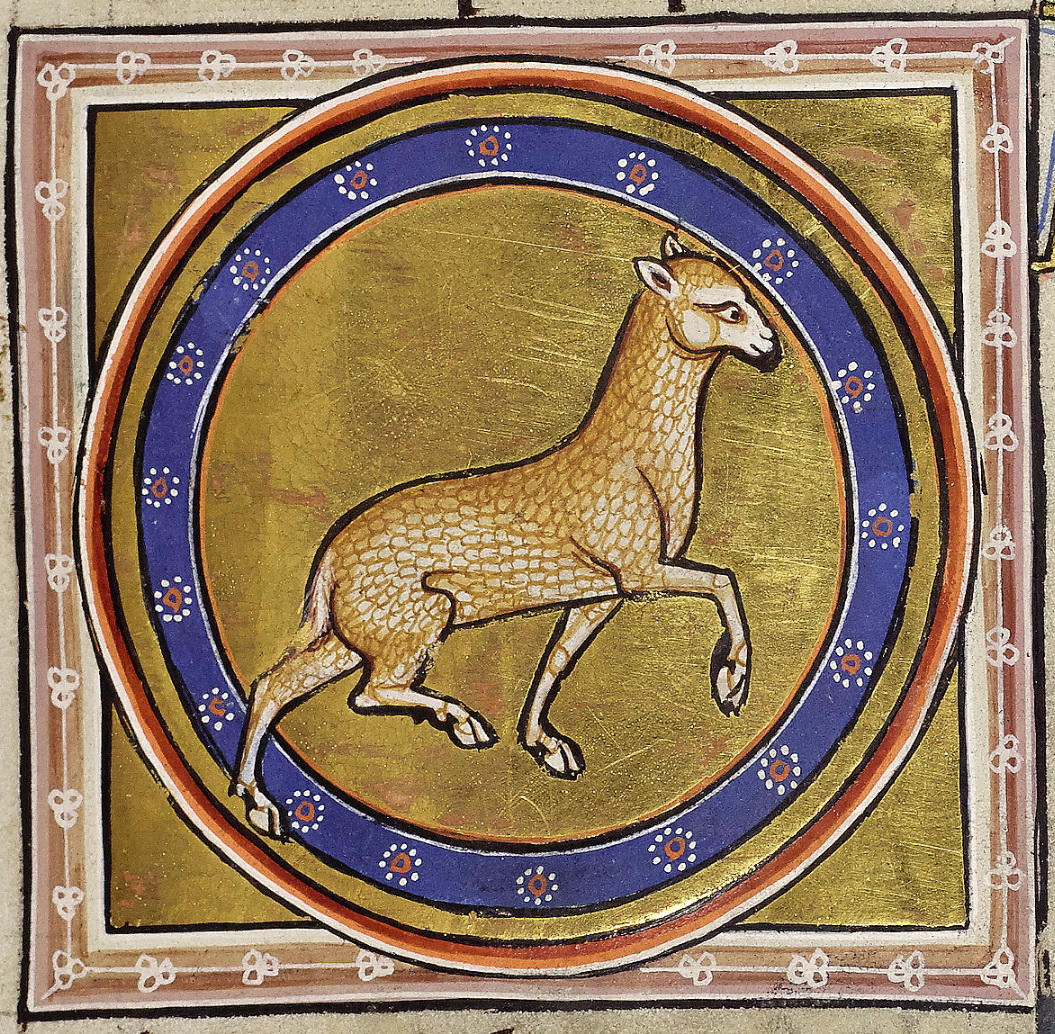
Folio 21 recto: Agnello (Agnus).

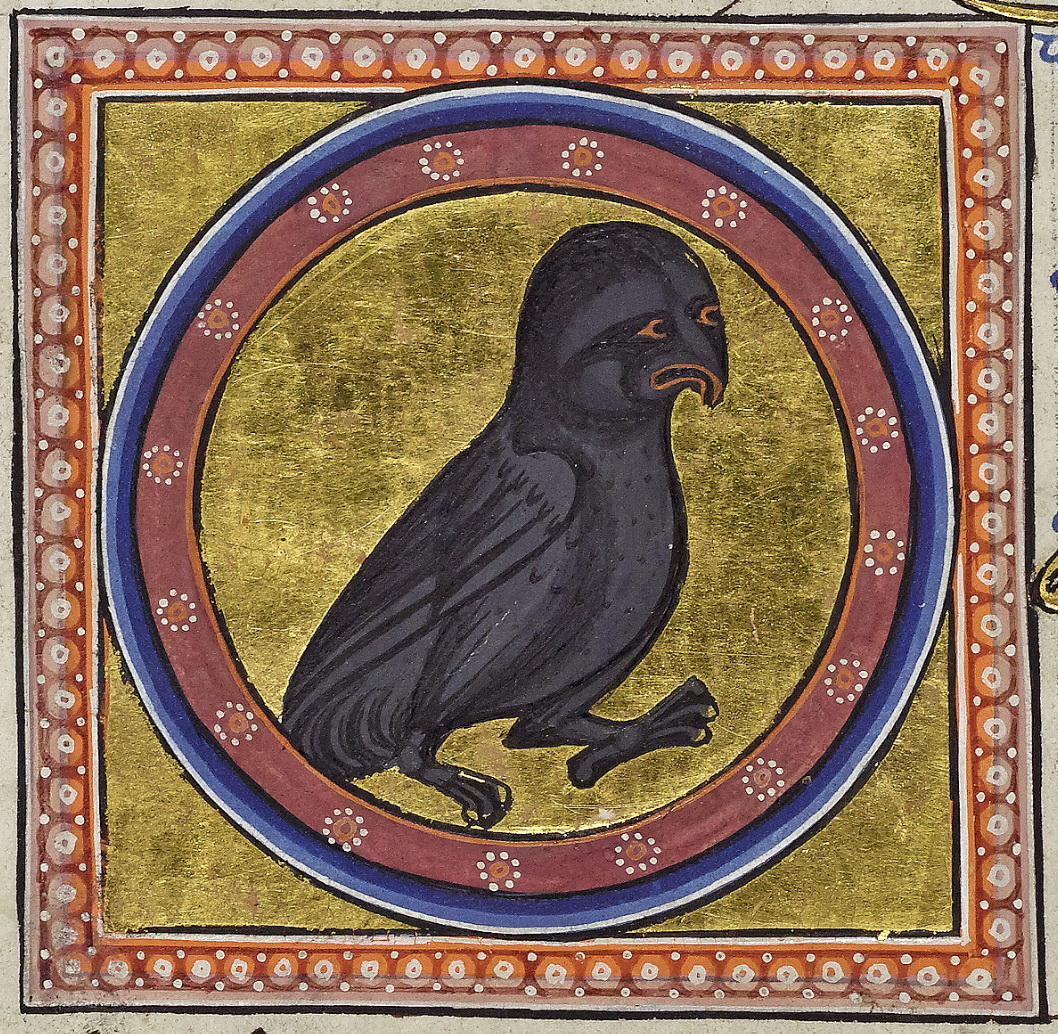
Folio 35 verso: Nicticorax.

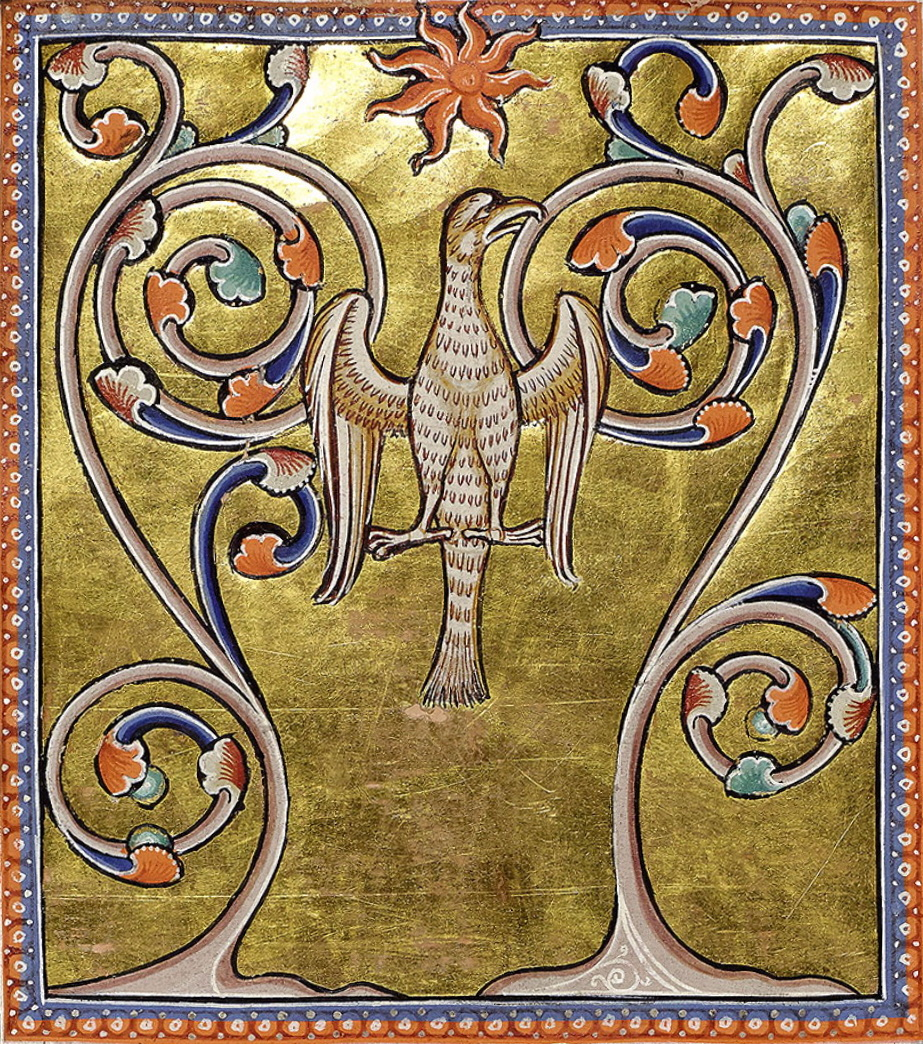
Folio 55 verso: Fenice (Fenix) mentre rinasce dalle proprie ceneri.

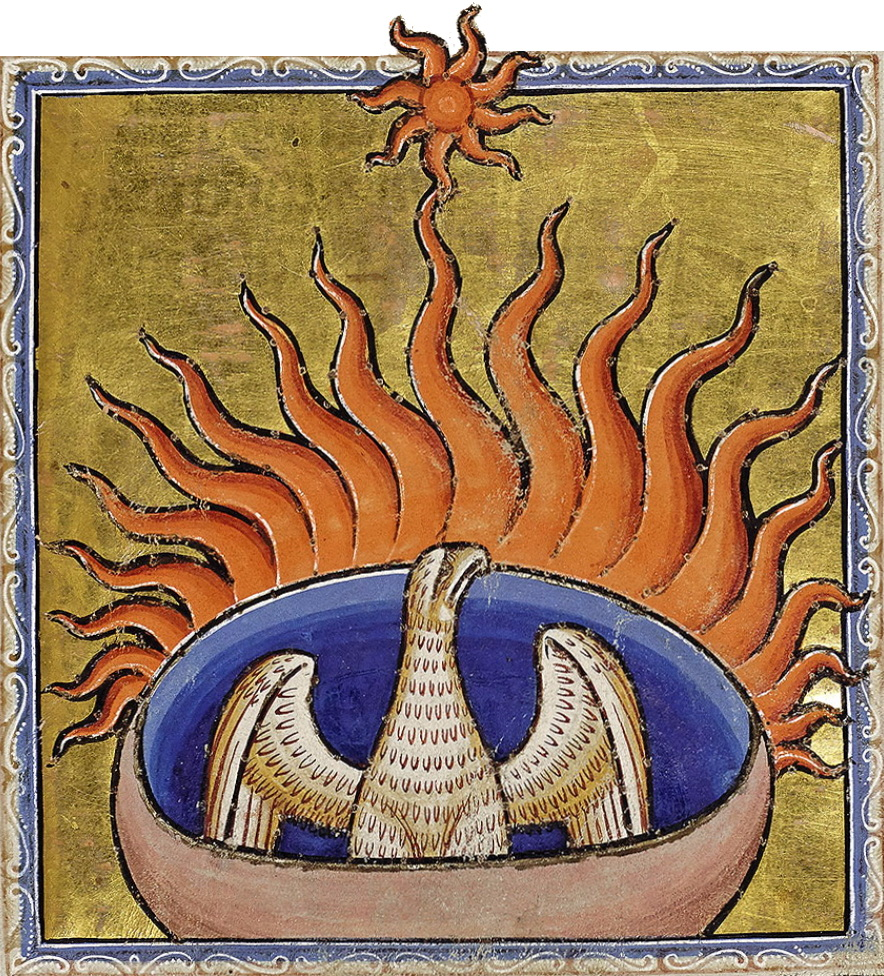
Folio 56 recto: Fenice (Fenix).

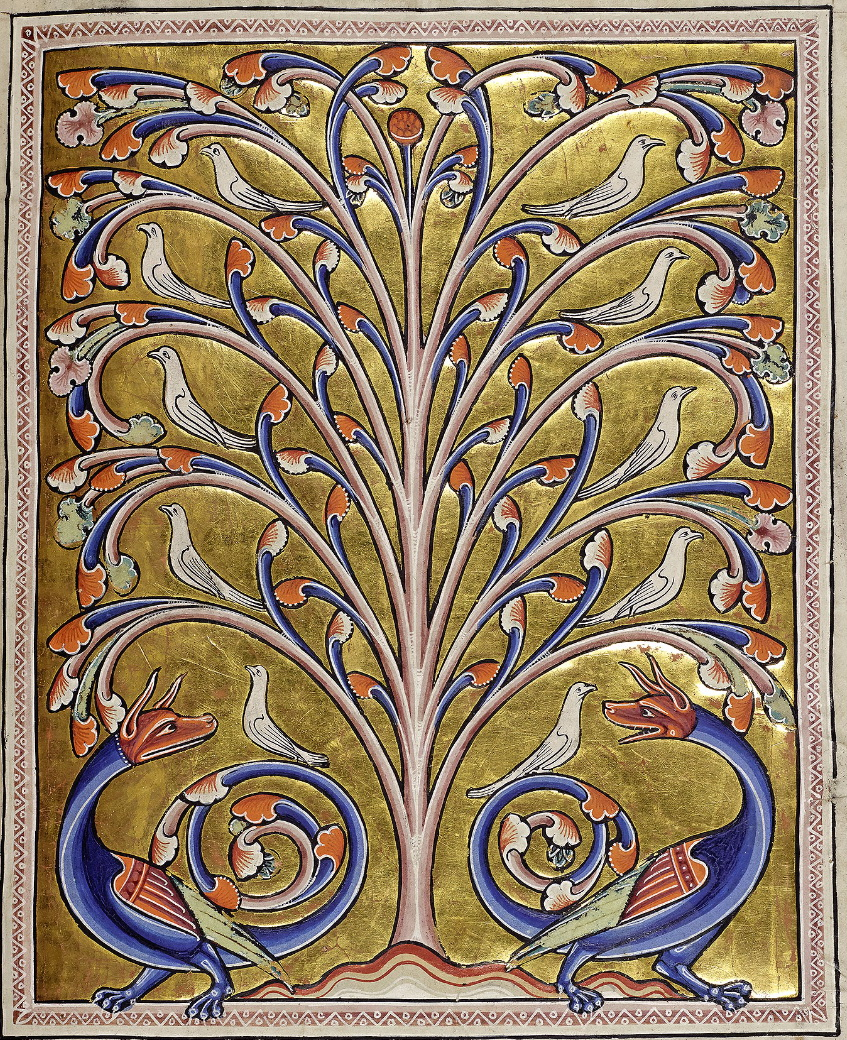
Folio 65 recto: Albero della vita (Perindens).

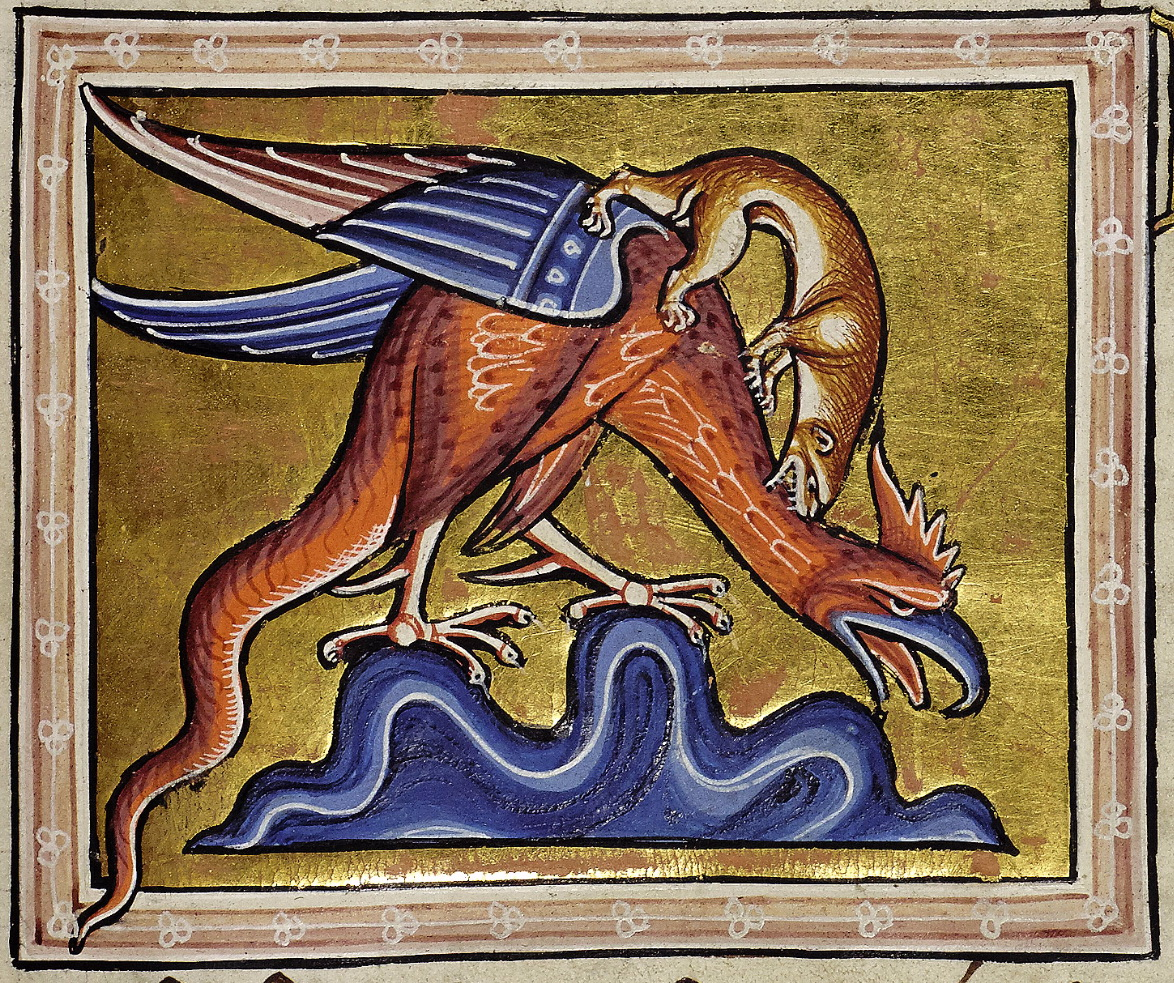
Folio 66 recto: Basilisco (Basiliscus).

- Folio 1 recto: Creazione del Paradiso e della terra (Genesi, 1: 1-5).
- Folio 1 verso: Creazione delle acque e del firmamento (Genesi, 1: 6-8).
- Folio 2 recto: Creazione degli uccelli e dei pesci (Genesi, 1: 20-23).
- Folio 2 verso: Creazione degli animali (Genesi, 1: 24-25).
- Folio 3 recto: Creazione dell'uomo (Genesi, 1: 26-28, 31; 2: 1-2).
- Folio 5 recto: Adamo dà nomi agli animali (Isidoro di Siviglia, Etymologiae, Libro XII, i, 1-2).
- Folio 5 verso: Animale (Animal) (Isidoro di Siviglia, Etymologiae, Libro XII, i, 3)
- Folio 5 verso: Quadrupede (Quadrupes) (Isidoro di Siviglia, Etymologiae, Libro XII, i, 4)
- Folio 5 verso: Bestiame (Pecus) (Isidoro di Siviglia, Etymologiae, Libro XII, i, 5-6)
- Folio 5 verso: Bestie da soma (Iumentum) (Isidoro di Siviglia, Etymologiae, Libro XII, i, 7)
- Folio 5 verso: Mandria (Armentum) (Isidoro di Siviglia, Etymologiae, Libro XII, i, 8)

### Bestie (Bestiae)
- Folio 7 recto: Leone (Leo) (Physiologus, Capitolo I; Isidoro di Siviglia, Etymologiae, Libro XII, ii, 3-6)
- Folio 8 recto: Tigre (Tigris) (Isidoro di Siviglia, Etymologiae, Libro XII, ii, 7)
- Folio 8 verso: Pardo (Pard) (Isidoro di Siviglia, Etymologiae, Libro XII, ii, 10-11)
- Folio 9 recto: Pantera (Panther) (Physiologus, Capitolo XVI; Isidoro di Siviglia, Etymologiae, Libro XII, ii, 8-9)

Dopo il folio 9 verso, alcune pagine sono andate perdute. Esse contenevano presumibilmente: Antilope (Antalops), Unicorno (Unicornis), Lince (Lynx), Grifone (Gryps) e una prima parte di Elefante (Elephans), poi completato nel folio 10 recto.
- Folio 10 recto: Elefante (Elephans) (Isidoro di Siviglia, Etymologiae, Libro XII, ii, 14; Physiologus, Capitolo 43; Ambrogio, Hexameron, Libro VI, 35; Gaio Giulio Solino, Collectanea rerum memorabilium, Libro XXV, 1-7)
- Folio 11 recto: Castoro (Castor)
- Folio 11 recto: Stambecco (Ibex) (Ugo di Fouilloy, Libro II, 15)
- Folio 11 verso: Iena (Yena) (Physiologus, Capitolo 24; Solino, Collectanea rerum memorabilium, Libro XXVII, 23-24)
  - Folio 12 recto: Corocotta (Crocotta) (Solino, Collectanea rerum memorabilium, Libro XXVII, 26)
- Folio 12 recto: Bonaco (Bonnacon) (Solino, Collectanea rerum memorabilium, Libro XL, 10-11)
- Folio 12 verso: Scimmia (Simia)
- Folio 13 recto: Satiro (Satyrs)
- Folio 13 recto: Cervo (Cervus)
- Folio 14 recto: Capra (Caper)
- Folio 14 verso: Capra selvatica (Caprea)
- Folio 15 recto: Monocero (Monoceros) (Solino, Collectanea rerum memorabilium, Libro LII, 39-40)
- Folio 15 recto: Orso (Ursus)
- Folio 15 verso: Leucrota (Leucrota) (Solino, Collectanea rerum memorabilium, Libro LII, 34)

Dopo il folio 15 verso mancano alcune pagine: contenevano Coccodrillo (Crocodilus), Manticora (Mantichora) e una parte di Parandro (Parandrus).
- Folio 16 recto: Parandro (Parandrus) (Solino, Collectanea rerum memorabilium, Libro XXX, 25)
- Folio 16 recto: Volpe (Vulpes)
- Folio 16 verso: Centicore (Eale) (Solino, Collectanea rerum memorabilium, Libro LII, 35)
- Folio 16 verso: Lupo (Lupus)
- Folio 18 recto: Cane (Canis)

### Bestiame (Pecora)
- Folio 20 verso: Pecora (Ovis) (Isidoro di Siviglia, Etymologiae, Libro XII, i, 9; Ambrogio, Hexaemeron, Libro VI, 20)
- Folio 21 recto: Montone (Vervex) (Isidoro di Siviglia, Etymologiae, Libro XII, i, 10)
  - Folio 21 recto: Ariete (Aries) (Isidoro di Siviglia, Etymologiae, Libro XII, i, 11)
- Folio 21 recto: Agnello (Agnus) (Isidoro di Siviglia, Etymologiae, Libro XII, i, 12; Ambrogio, Hexaemeron, Libro VI, 28)
- Folio 21 recto: Capra (Hircus) (Isidoro di Siviglia, Etymologiae, Libro XII, i, 14)
  - Folio 21 verso: Capretto (Hedus) (Isidoro di Siviglia, Etymologiae, Libro XII, i, 13)
- Folio 21 verso: Cinghiale (Aper) (Isidoro di Siviglia, Etymologiae, Libro XII, i, 27)
- Folio 21 verso: Giovenca (Iuvencus) (Isidoro di Siviglia, Etymologiae, Libro XII, i, 28)
  - Folio 21 verso: Toro (Taurus) (Isidoro di Siviglia, Etymologiae, Libro XII, i, 29)

Dopo il folio 21 verso mancano due fogli che avrebbero dovuto contenere Bue (Bos), Cammello (Camelus), Dromedario (Dromedarius), Asino (Asinus), Onagro (Onager) e una parte di Cavallo (Equus).
- Folio 22 recto: Cavallo (Equus) (Isidoro di Siviglia, Etymologiae, Libro XII, i, 41-56; Hugh of Fouilloy, III, xxiii)
  - Folio 23 recto: Mulo (Mulus) (Isidoro di Siviglia, Etymologiae, Libro XII, i, 57-60)

### Piccoli animali (Minuta animala)
- Folio 23 verso: Gatto (Musio) (Isidoro di Siviglia, Etymologiae, Libro XII, ii, 38)
- Folio 23 verso: Topo (Mus) (Isidoro di Siviglia, Etymologiae, Libro XII, iii, 1)
- Folio 23 verso: Donnola (Mustela) (Isidoro di Siviglia, Etymologiae, Libro XII, iii, 2; Physiologus, Capitolo 21)
- Folio 24 recto: Talpa (Talpa) (Isidoro di Siviglia, Etymologiae, Libro XII, iii, 5)
- Folio 24 recto: Riccio (Ericius) (Isidoro di Siviglia, Etymologiae, Libro XII, iii, 7; Ambrogio, Hexaemeron, Libro VI, 20)
- Folio 24 verso: Formica (Formica) (Physiologus, 12; Ambrogio, Hexaemeron, Libro VI, 16, 20)

### Uccelli (Aves)
- Folio 25 recto: Uccello (Avis)
- Folio 25 verso: Colomba (Columba)
- Folio 26 recto: Colomba e Falco (Columba et Accipiter)
- Folio 26 verso: Colomba (Columba)
- Folio 29 verso: Vento del nord e del sud (Aquilo et Auster ventus)
- Folio 30 recto: Falco (Accipiter)
- Folio 31 recto: Tortora (Turtur)
- Folio 32 verso: Palma (Palma)
- Folio 33 verso: Cedro (Cedrus)
- Folio 34 verso: Pellicano (Pellicanus)
- Folio 35 verso: Nicticorax
- Folio 36 recto: Upupa (Epops)
- Folio 36 verso: Gazza (Pica)
- Folio 37 recto: Corvo (Corvus)
- Folio 38 verso: Gallo (Gallus)
- Folio 41 recto: Struzzo (Strutio)
- Folio 44 recto: Avvoltoio (Vultur)
- Folio 45 verso: Gru (Grus)
- Folio 46 verso: Nibbio (Milvus)
- Folio 46 verso: Pappagallo (Psitacus)
- Folio 47 recto: Ibis (Ibis)
- Folio 47 verso: Rondine (Yrundo)
- Folio 48 verso: Cicogna (Ciconia)
- Folio 49 verso: Merlo (Merula)
- Folio 50 recto: Gufo reale (Bubo)
- Folio 50 verso: Upupa (Hupupa)
- Folio 51 recto: Civetta (Noctua)
- Folio 51 recto: Pipistrello (Vespertilio)
- Folio 51 verso: Ghiandaia (Gragulus)
- Folio 52 verso: Usignolo (Lucinia)
- Folio 53 recto: Oca (Anser)
- Folio 53 verso: Airone (Ardea)
- Folio 54 recto: Pernice (Perdix)
- Folio 54 verso: Martin Pescatore (Alcyon)
- Folio 55 recto: Folaga (Fulica)
- Folio 55 recto: Fenice (Fenix)
- Folio 56 verso: Caradrio (Caladrius)
- Folio 57 verso: Quaglia (Coturnix)
- Folio 58 recto: Cornacchia grigia (Cornix)
- Folio 58 verso: Cigno (Cignus)
- Folio 59 recto: Anatra (Anas)
- Folio 59 verso: Pavone (Pavo)
- Folio 61 recto: Aquila (Aquila)
- Folio 63 recto: Ape (Apis)

### Serpenti e rettili (Serpentes)
- Folio 64 verso: Albero della vita (Perindens)
- Folio 65 verso: Serpente (Serpens)
- Folio 65 verso: Drago (Draco)
- Folio 66 recto: Basilisco (Basiliscus)
- Folio 66 verso: Regulus (Regulus)
- Folio 66 verso: Vipera (Vipera)
- Folio 67 verso: Aspide (Aspis)
- Folio 68 recto: Ipnale (Hypnalis)
- Folio 68 recto: Prestere (Prester)
- Folio 68 verso: Scitale (Scitalis)
- Folio 68 verso: Anfesibena (Anphivena)
- Folio 68 verso: Idra (Ydrus)
- Folio 69 recto: Boa (Boa)
- Folio 69 recto: Iaculo (Iaculus)
- Folio 69 verso: Sirena (Siren)
- Folio 69 verso: Sepa (Seps)
- Folio 69 verso: Dipsa (Dipsa)
- Folio 69 verso: Lucertola (Lacertus)
- Folio 69 verso: Salamandra (Salamandra)
- Folio 70 recto: Sauro (Saura)
- Folio 70 verso: Tritone (Stellio)
- Folio 71 recto: Sulla natura dei serpenti (De natura serpentium)

### Vermi (Vermes)
- Folio 72 recto: Vermi (Vermis)

### Pesci (Pisces)
- Folio 72 verso: Pesce (Piscis)
- Folio 73 recto: Balena (Balena)
- Folio 73 recto: Pesce sega (Serra)
- Folio 73 recto: Delfino (Delphinus)
- Folio 73 verso: Maiale di mare (Porcus marinus)
- Folio 73 verso: Coccodrillo (Crocodrillus)
  - Folio 73 verso: Triglia (Mullus)
- Folio 74 recto: Pesce (Piscis)

### Alberi e piante (Arbories)
- Folio 77 verso: Albero (Arbor)
- Folio 78 verso: Ficus (Ficus)
- Folio 79 recto: Ancora sugli alberi (Item de arboribus)
  - Folio 79 recto: Gelso
  - Folio 79 recto: Sicomoro
  - Folio 79 recto: Nocciolo
  - Folio 79 recto: Noce
  - Folio 79 recto: Mandorla
  - Folio 79 recto: Castagno
  - Folio 79 recto: Quercia
  - Folio 79 verso: Faggio
  - Folio 79 verso: Carrubo
  - Folio 79 verso: Pistacchio
  - Folio 79 verso: Pino rigido
  - Folio 79 verso: Pino
  - Folio 79 verso: Abete
  - Folio 79 verso: Cedro
  - Folio 80 recto: Cipresso
  - Folio 80 recto: Ginepro
  - Folio 80 recto: Platano
  - Folio 80 recto: Quercia
  - Folio 80 recto: Frassino
  - Folio 80 recto: Ontano
  - Folio 80 verso: Olmo
  - Folio 80 verso: Pioppo
  - Folio 80 verso: Salice
  - Folio 80 verso: Salice da vimini
  - Folio 80 verso: Bosso

### Natura dell'uomo (Natura hominis)
- Folio 80 verso: Isidoro di Siviglia sulla natura dell'uomo (Ysidorus de natura hominis)
- Folio 89 recto: Isidoro di Siviglia sulle parti del corpo umano (Ysidorus de membris hominis)
- Folio 91 recto: Sull'età dell'uomo (De etate hominis)

### Pietre (Lapides)
- Folio 93 verso: Pietra focaia (Lapis ignifer)
- Folio 94 verso: Diamante (Lapis adamas)
- Folio 96 recto: Mirmicoleone (Mermecoleon)
- Folio 96 verso: Verso (Versus)
- Folio 97 recto: Pietre nelle fondamenta dei muri (Lapis in fundamento muri)
  - Folio 97 recto: La prima pietra, Diaspro
  - Folio 97 recto: La seconda pietra, Zaffiro
  - Folio 97 recto: La terza pietra, Calcedonio
  - Folio 97 verso: La quarta pietra, Smeraldo
  - Folio 98 recto: La quinta pietra, Onice
  - Folio 98 recto: La sesta pietra, Corniola
  - Folio 98 verso: La settima pietra, Crisoberillo
  - Folio 98 verso: L'ottava pietra, Berillo
  - Folio 99 recto: La nona pietra, Topazio
  - Folio 99 verso: La decima pietra, Crisoprasio
  - Folio 99 verso: L'undicesima pietra, Zircone
  - Folio 100 recto: La dodicesima pietra, Ametista
- Folio 100 recto: Sulle pietre e su cosa possono fare (De effectu lapidum)